# تیمیموس
تیمیموس (نام علمی: Timimus) نام یک سرده از کلاد تهی‌دم‌خزندگان است.